# Te Anau (Nouvelle-Zélande)
Te Anau est une ville de Nouvelle-Zélande située dans la région du Southland au bord du lac Te Anau dans l'Île du Sud de la Nouvelle-Zélande.

## Géographie
Elle est localisée sur la berge est du lac Te Anau dans le secteur des Fiordland. Le lac Te Anau est le plus grand lac de l'Île du Sud et le second de Nouvelle-Zélande après le lac Taupo.
Du fait de sa situation particulière en bordure du parc national de Fiordland, la ville attire un grand nombre de touristes. C'est aussi un passage obligé pour une grande partie des personnes souhaitant se rendre aux célèbres fjords : Milford Sound et Doubtful Sound via la route mythique de Milford.

## Accès
Te Anau est relié par la highway à Invercargill vers le sud-ouest, à la ville de Queenstown vers le nord-est, à celle de Gore vers l’est, et de Manapouri vers le sud. C’est le commencement de la Milford Road, la section de la State Highway 94/SH 94 (en), qui conduit à Milford Sound, qui s’étend sur 120 kilomètres vers le nord.

## Étymologie
Son nom vient du Maori Te Ana-au qui signifie littéralement « La grotte de l'eau tourbillonnante ».

## Population
Le recensement de 2013 enregistrait une population de la ville de 1 911 habitants, mais la ville a une grande variété de possibilités de logements avec plus de 4 000 lits disponibles en été.

## Activités
Le tourisme et l’agriculture sont les activités économiques prédominantes dans le secteur. Siégeant le long de la bordure du parc national de Fiordland, c’est la porte d’entrée dans la zone la plus sauvage, réputée pour ses randonnées et le caractère spectaculaire de ses paysages. De nombreux touristes viennent à Te Anau pour visiter les fameux fjords de Milford Sound et Doubtful Sound, qui sont tout proches.

## Attractions touristiques
La ville est utilisée comme base de départ pour parcourir le chemin de Milford Track et celui de Kepler Track, ce dernier prenant 4 jours pour faire la boucle, qui part de Te Anau.
Les visiteurs du secteur peuvent aussi pratiquer des activités telles que le kayak, le cyclisme, les parcours en jet boat, la pèche et la chasse, le tour des fermes avec des promenades d’observation en hydravion ou en hélicoptère. En 2014, les lecteurs de New Zealand's Wilderness magazine'’ ont voté pour Te Anau comme le meilleur lieu de Nouvelle-Zélande pour pratiquer la randonnée.
En s’élevant sur le côté ouest du lac Te Anau, les chaînes de Kepler et de Murchison sont des lieux évidents pour apercevoir la plus grande partie de Te Anau. De nombreuses espèces d’oiseaux sont aussi retrouvées localement, notamment les espèces en danger telles que les Takahe, qui peuvent être retrouvés dans le Fiordland Wildlife Park. L’office du Département de la Conservation ou Doc au niveau de Te Anau pour la protection des oiseaux indigènes en danger d’extinction.
Une attraction locale est constituée par les grottes de Te Ana-au (en) accessibles à travers le lac de Te Anau à partir de la ville. Les grottes contiennent une variété particulière de glowworm (en) des vers vivant sous terre, qui peuvent être vus à partir d’un bateau à fond plat (en) durant une visite guidée de la journée.
Te Anau accueille aussi le Kepler Challenge (en) au début de décembre chaque année.

## Lieux et monuments
- L'hôtel Te Anau datant de 1890 (ce qui est un âge tout à fait remarquable pour le pays) possède une importance historique pour la commune. Il est l'un des premiers symboles de l'économie touristique de Te Anau.

## Éducation
Te Anau a deux écoles Fiordland College (en) et ‘Te Anau Primary school’.

## Personnalités liées à Te Anau
- La médecin et femme politique Ayesha Verrall y a grandi.

## Galerie

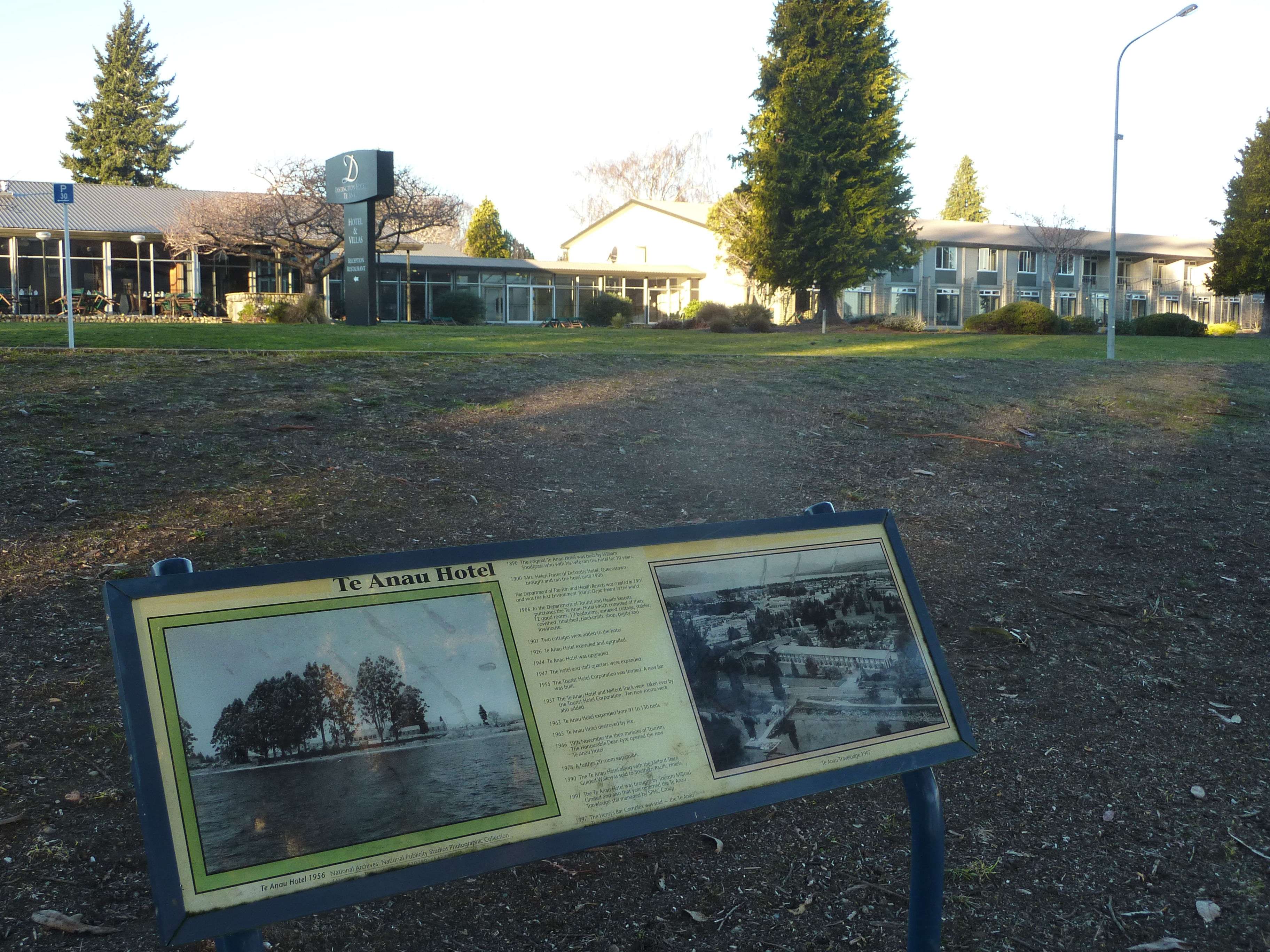
Hôtel Te Anau.
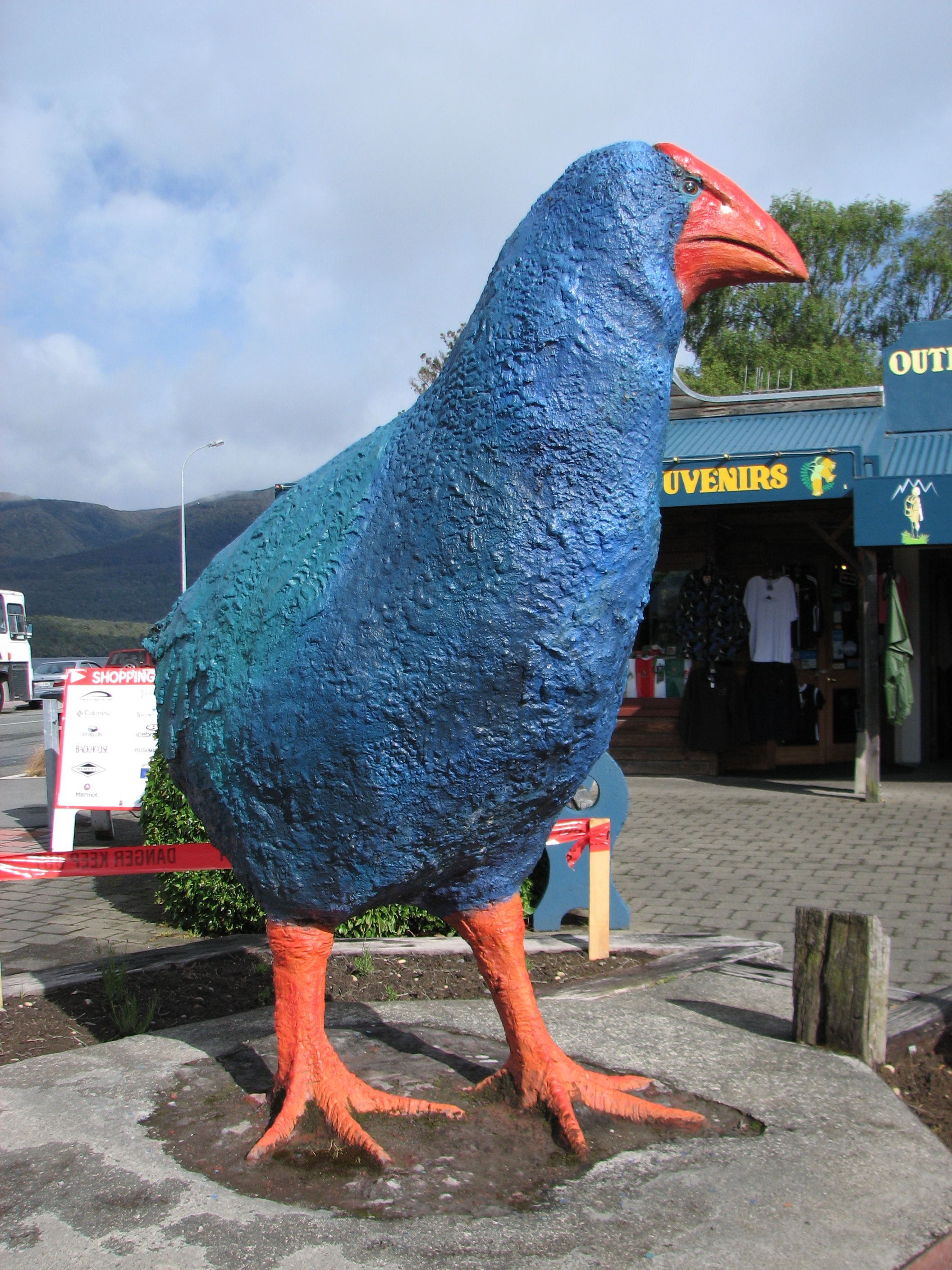
Sculpture de Takahe à Te Anau.
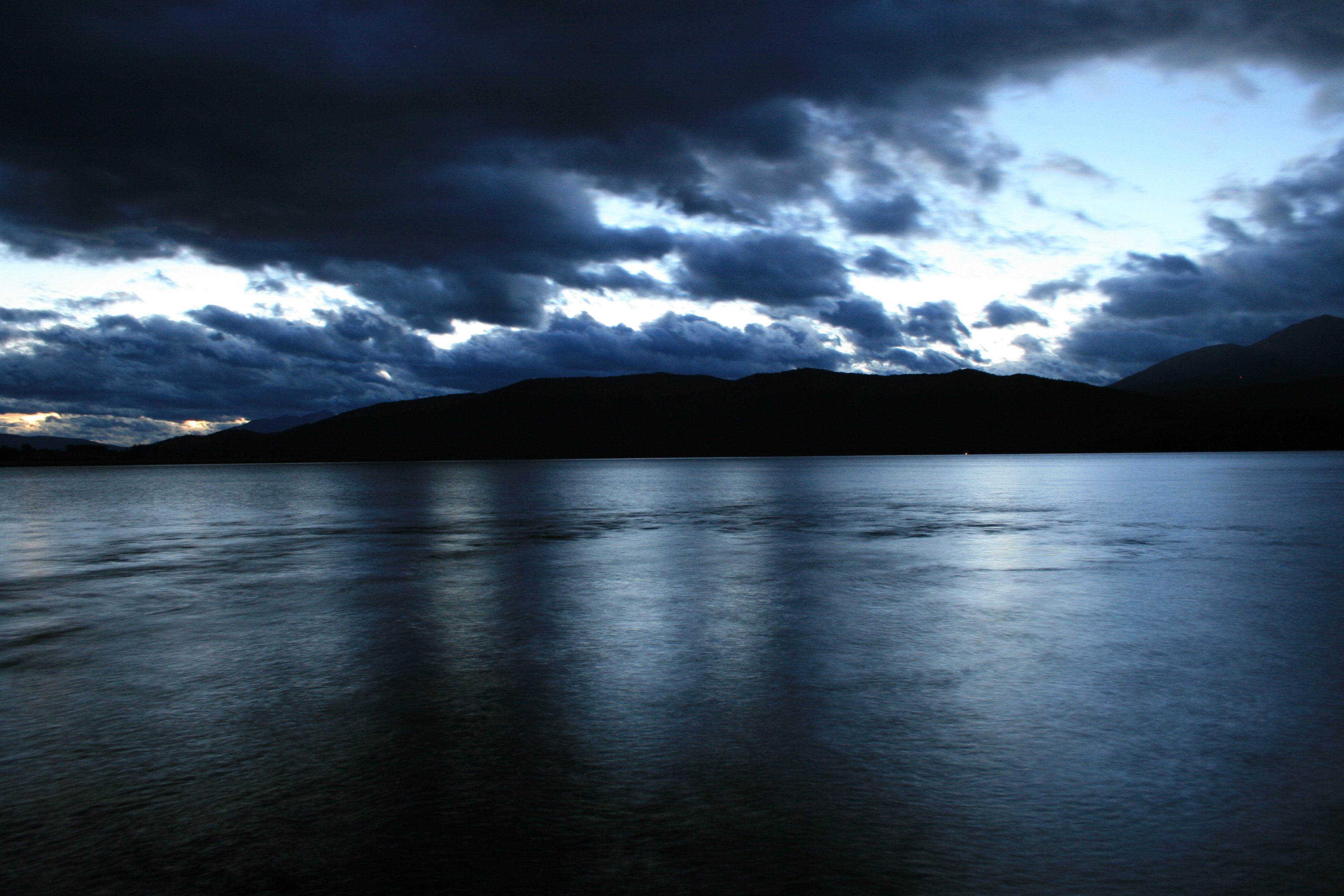
Lac Te Anau de nuit.
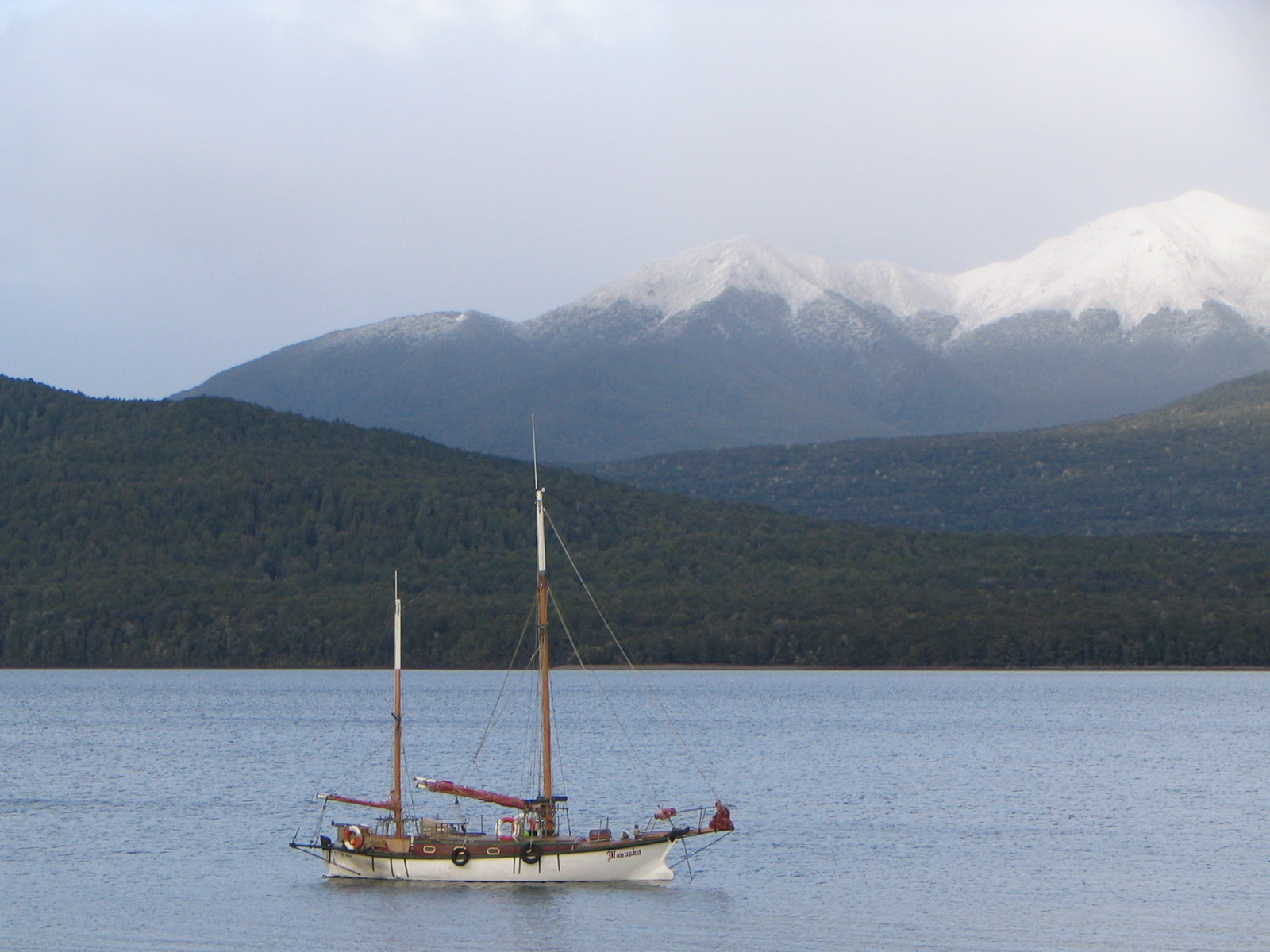
Un bateau sur le lac Te Anau.
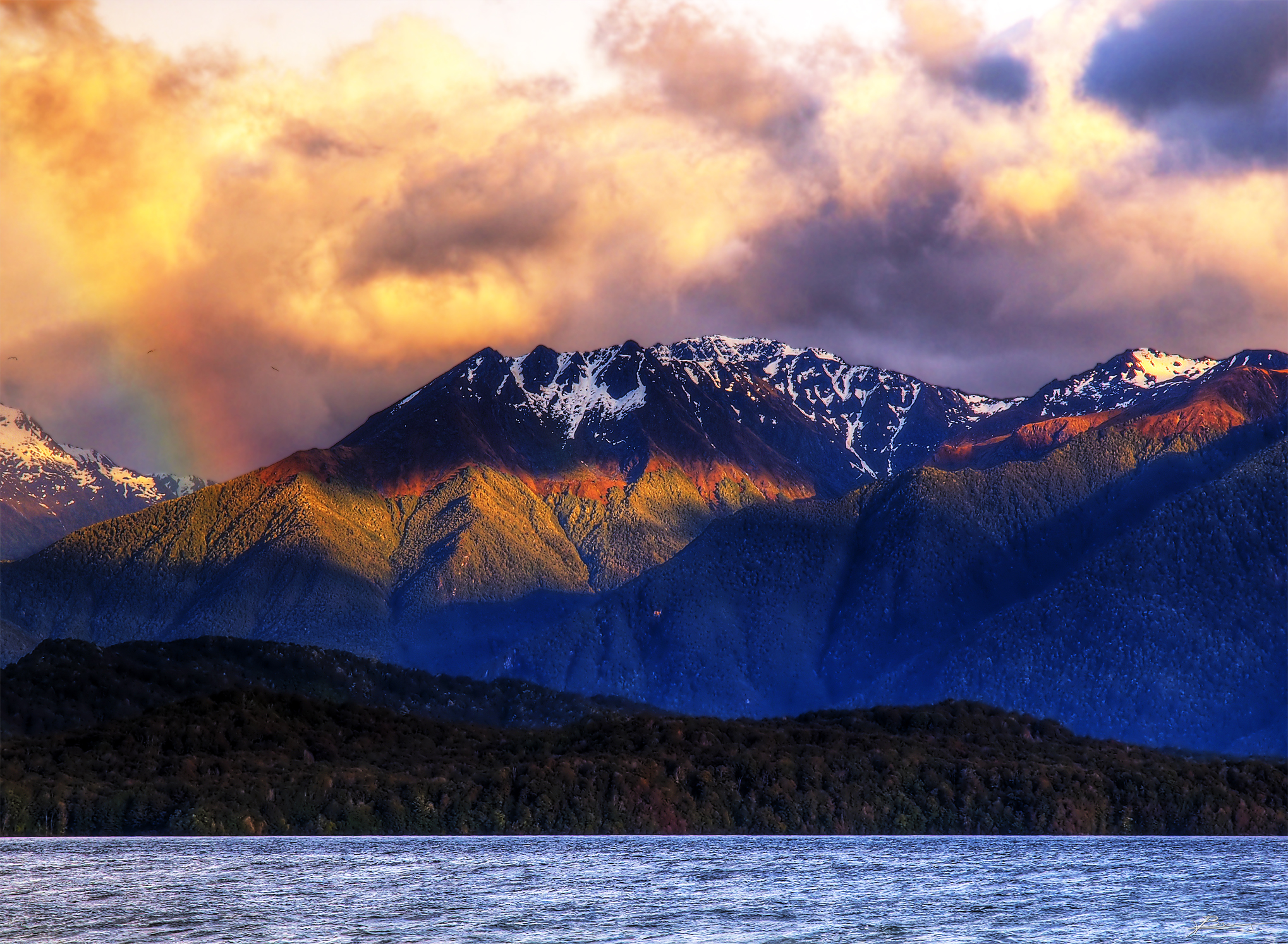
Fiordland à partir de Te Anau.
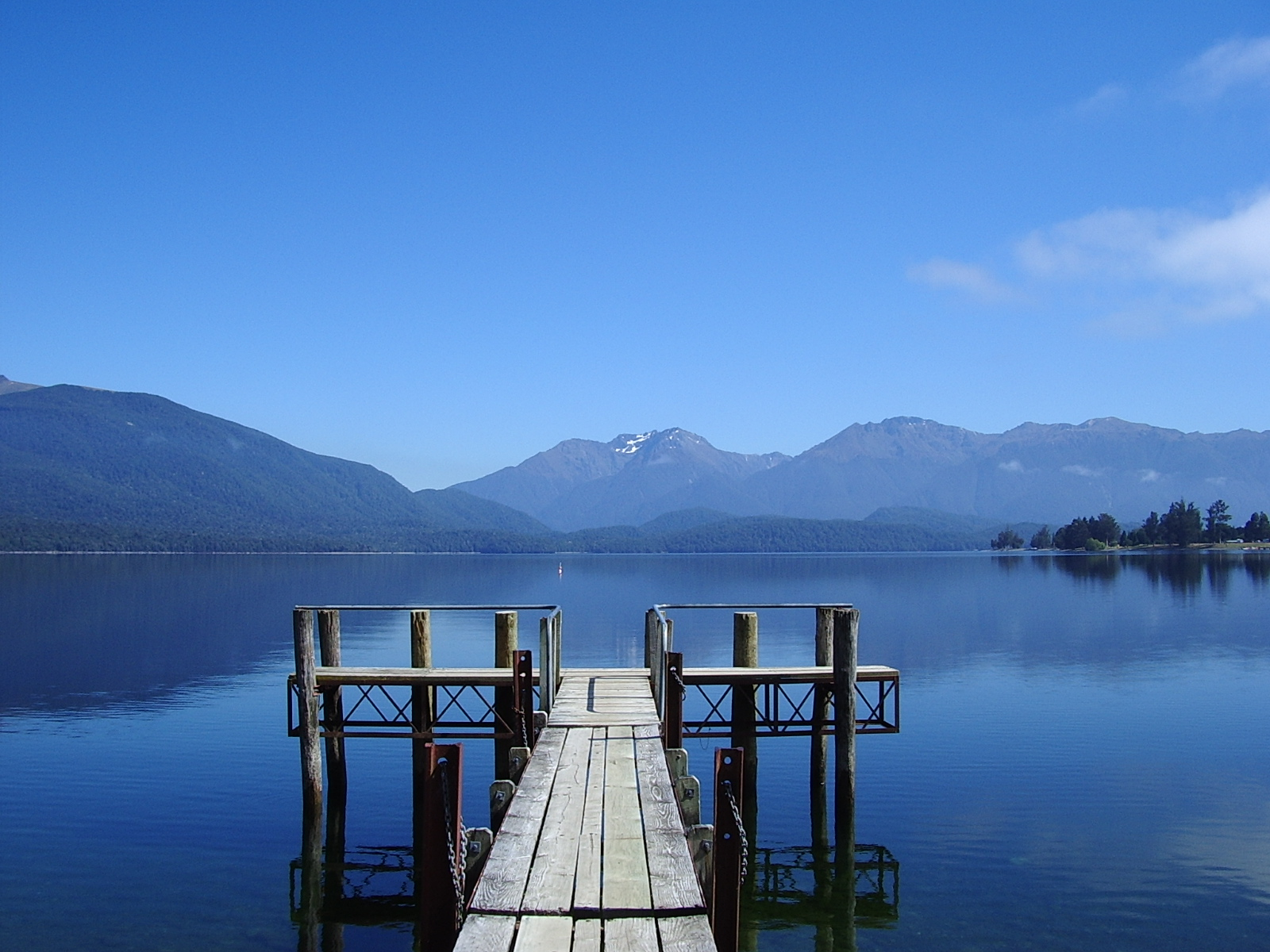
Vue d’ensemble du lac Te Anau.
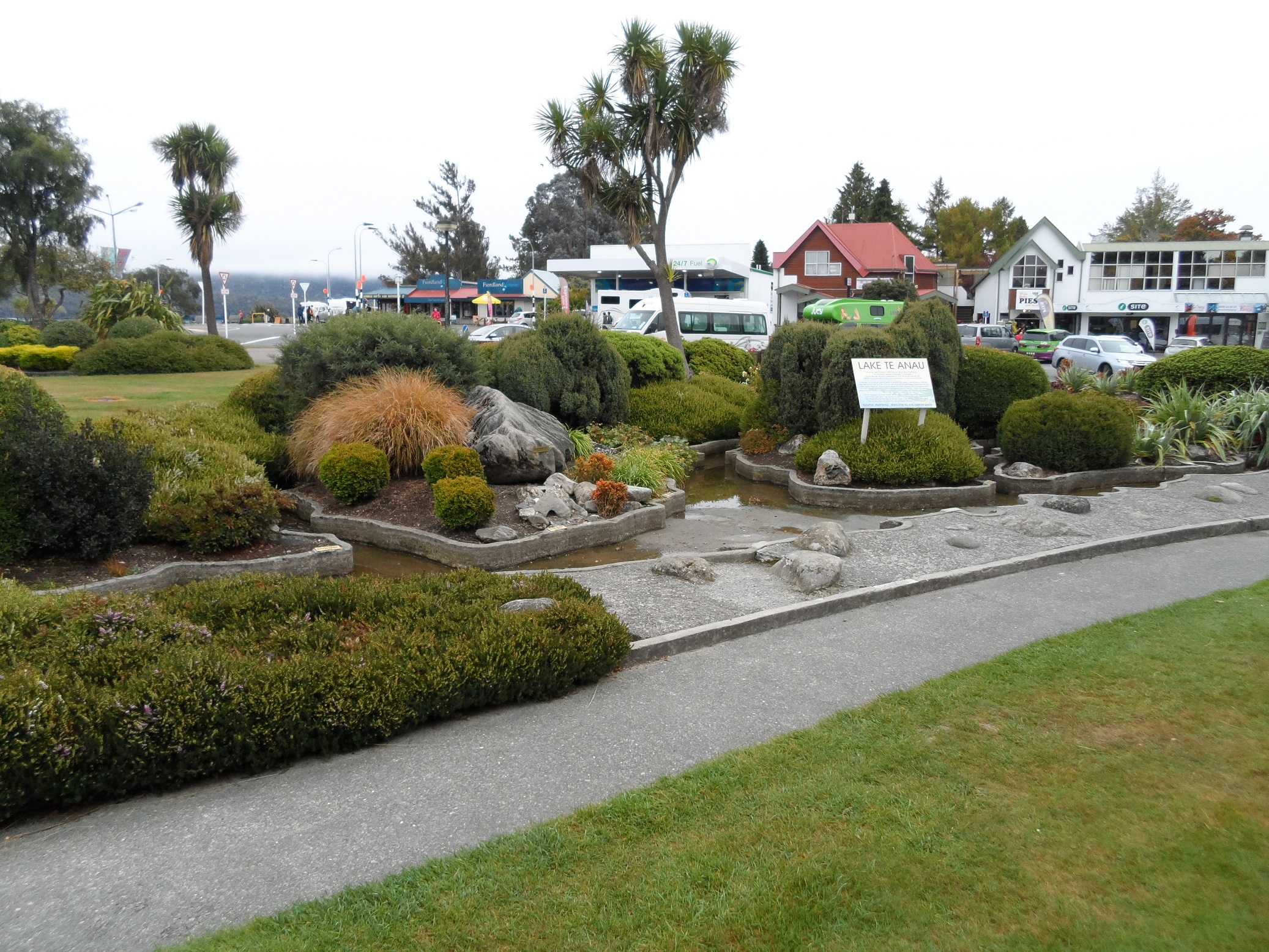
Petit lac de Te Anau au niveau de la Réserve ANZAC.

## Liens Externes
- Destination Fiordland- the Regional Tourism Organisation for the Fiordland region
- FiordlandNZ.com (tourist information and booking website)
- Historic images of Te Anau from the collection of the Museum of New Zealand Te Papa Tongarewa

- New Zealand Gazetteer